# Heidenau, Harburg
Heidenau là một đô thị thuộc huyện Harburg, bang Niedersachsen, Đức. Đô thị này có diện tích 38,71 km².